# Campionato europeo maschile di pallacanestro 1989
Il 26º Campionato Europeo Maschile di Pallacanestro FIBA (noto anche come FIBA EuroBasket 1989) si è tenuto dal 20 al 25 giugno 1989 a Zagabria, nell'allora Jugoslavia.
I Campionati europei maschili di pallacanestro sono una manifestazione biennale tra le squadre nazionali organizzata dalla FIBA Europe.

## Sede delle partite
| Città    | Impianto     | Impianto | Capienza |
| -------- | ------------ | -------- | -------- |
| Zagabria | Dom Sportova |          | 5.000    |

## Partecipanti
Partecipano otto nazionali divise in due gruppi da quattro squadre.
| Gruppo A                                           | Gruppo B                                   |
| -------------------------------------------------- | ------------------------------------------ |
| - Italia - Paesi Bassi - Unione Sovietica - Spagna | - Bulgaria - Francia - Grecia - Jugoslavia |

## Prima fase
La vincente di ogni gara si aggiudica due punti, la perdente uno. Le prime due di ogni girone accedono alla fase finale, le ultime due partecipano alla fase di consolazione.

### Gruppo A
| N. | Squadra 1        | Squadra 2        | 1°T.  | 2°T.  | T.S. | Risultato |
| -- | ---------------- | ---------------- | ----- | ----- | ---- | --------- |
| A1 | Paesi Bassi      | Spagna           | 49-29 | 27-49 | –    | 76-78     |
| A2 | Italia           | Unione Sovietica | 34-54 | 50-33 | –    | 84-87     |
| A3 | Unione Sovietica | Paesi Bassi      | 46-32 | 63-24 | –    | 109-56    |
| A4 | Spagna           | Italia           | 39-41 | 37-56 | –    | 76-97     |
| A5 | Paesi Bassi      | Italia           | 23-36 | 43-53 | –    | 66-89     |
| A6 | Unione Sovietica | Spagna           | 47-55 | 61-41 | –    | 108-96    |

| Pos. | Squadra          | PG | V-P | Pf-Ps   | Pts | Diff. |
| ---- | ---------------- | -- | --- | ------- | --- | ----- |
| 1.   | Unione Sovietica | 3  | 3-0 | 304-236 | 6   | +68   |
| 2.   | Italia           | 3  | 2-1 | 270-229 | 5   | +41   |
| 3.   | Spagna           | 3  | 1-2 | 250-281 | 4   | -31   |
| 4.   | Paesi Bassi      | 3  | 0-3 | 198-276 | 3   | -78   |

### Gruppo B
| N. | Squadra 1  | Squadra 2  | 1°T.  | 2°T.  | T.S. | Risultato |
| -- | ---------- | ---------- | ----- | ----- | ---- | --------- |
| B1 | Francia    | Bulgaria   | 59-30 | 50-48 | –    | 109-78    |
| B2 | Jugoslavia | Grecia     | 49-35 | 54-33 | –    | 103-68    |
| B3 | Grecia     | Francia    | 42-33 | 38-41 | –    | 80-74     |
| B4 | Bulgaria   | Jugoslavia | 42-54 | 36-44 | –    | 78-98     |
| B5 | Grecia     | Bulgaria   | 58-35 | 45-38 | –    | 103-73    |
| B6 | Francia    | Jugoslavia | 48-41 | 41-65 | –    | 89-106    |

| Pos. | Squadra    | G | V-P | Pf-Ps   | Pts | Diff. |
| ---- | ---------- | - | --- | ------- | --- | ----- |
| 1.   | Jugoslavia | 3 | 3-0 | 307-235 | 6   | +72   |
| 2.   | Grecia     | 3 | 2-1 | 251-250 | 5   | +1    |
| 3.   | Francia    | 3 | 1-2 | 272-264 | 4   | +8    |
| 4.   | Bulgaria   | 3 | 0-3 | 229-310 | 3   | -81   |

## Fase finale

### Torneo 5º - 8º posto
Le squadre eliminate nella prima fase giocano in un torneo ad eliminazione diretta per le posizioni dalla quinta all'ottava.
|  | Semifinali  | Semifinali  | Semifinali |        |         | Quinto Posto  | Quinto Posto  | Quinto Posto  |  |
|  |             |             |            |        |         |               |               |               |  |
|  | Francia     | Francia     | 107        |        |         |               |               |               |  |
|  | Francia     | Francia     | 107        |        |         |               |               |               |  |
|  | Paesi Bassi | Paesi Bassi | 100        |        |         |               |               |               |  |
|  | Paesi Bassi | Paesi Bassi | 100        |        | Francia | Francia       | 87            |               |  |
|  |             |             |            |        | Francia | Francia       | 87            |               |  |
|  |             |             | Spagna     | Spagna | 95      |               |               |               |  |
|  | Bulgaria    | Bulgaria    | Spagna     | Spagna | 95      | 85            |               |               |  |
|  | Bulgaria    | Bulgaria    |            |        |         | 85            |               |               |  |
|  | Spagna      | Spagna      | 108        |        |         | Settimo Posto | Settimo Posto | Settimo Posto |  |
|  | Spagna      | Spagna      | 108        |        |         |               |               |               |  |
|  |             |             |            |        |         |               |               |               |  |
|  |             |             |            |        |         | Paesi Bassi   | Paesi Bassi   | 86            |  |
|  |             |             |            |        |         | Paesi Bassi   | Paesi Bassi   | 86            |  |
|  |             |             |            |        |         | Bulgaria      | Bulgaria      | 91            |  |

### Torneo finale
Le squadre qualificate dalla prima fase giocano in un torneo ad eliminazione diretta per le medaglie.
|  | Semifinali       | Semifinali       | Semifinali |        |            | Primo Posto      | Primo Posto      | Primo Posto |  |
|  |                  |                  |            |        |            |                  |                  |             |  |
|  | Jugoslavia       | Jugoslavia       | 97         |        |            |                  |                  |             |  |
|  | Jugoslavia       | Jugoslavia       | 97         |        |            |                  |                  |             |  |
|  | Italia           | Italia           | 80         |        |            |                  |                  |             |  |
|  | Italia           | Italia           | 80         |        | Jugoslavia | Jugoslavia       | 98               |             |  |
|  |                  |                  |            |        | Jugoslavia | Jugoslavia       | 98               |             |  |
|  |                  |                  | Grecia     | Grecia | 77         |                  |                  |             |  |
|  | Grecia           | Grecia           | Grecia     | Grecia | 77         | 81               |                  |             |  |
|  | Grecia           | Grecia           |            |        |            | 81               |                  |             |  |
|  | Unione Sovietica | Unione Sovietica | 80         |        |            | Terzo Posto      | Terzo Posto      | Terzo Posto |  |
|  | Unione Sovietica | Unione Sovietica | 80         |        |            |                  |                  |             |  |
|  |                  |                  |            |        |            |                  |                  |             |  |
|  |                  |                  |            |        |            | Italia           | Italia           | 76          |  |
|  |                  |                  |            |        |            | Italia           | Italia           | 76          |  |
|  |                  |                  |            |        |            | Unione Sovietica | Unione Sovietica | 104         |  |

### Semifinali
- 5º - 8º posto

| N. | Squadra 1 | Squadra 2   | 1°T.  | 2°T.  | T.S. | Risultato |
| -- | --------- | ----------- | ----- | ----- | ---- | --------- |
| 13 | Francia   | Paesi Bassi | 53-41 | 38-50 | 16-9 | 107-100   |
| 14 | Bulgaria  | Spagna      | 47-60 | 38-48 | –    | 85-108    |

- 1º - 4º posto

| N. | Squadra 1  | Squadra 2        | 1°T.  | 2°T.  | T.S. | Risultato |
| -- | ---------- | ---------------- | ----- | ----- | ---- | --------- |
| 15 | Jugoslavia | Italia           | 52-43 | 45-37 | –    | 97-80     |
| 16 | Grecia     | Unione Sovietica | 45-44 | 36-36 | –    | 81-80     |

### Finali
- 7º - 8º posto

| N. | Squadra 1   | Squadra 2 | 1°T.  | 2°T.  | T.S. | Risultato |
| -- | ----------- | --------- | ----- | ----- | ---- | --------- |
| 17 | Paesi Bassi | Bulgaria  | 34-40 | 52-51 | –    | 86-91     |

- 5º - 6º posto

| N. | Squadra 1 | Squadra 2 | 1°T.  | 2°T.  | T.S. | Risultato |
| -- | --------- | --------- | ----- | ----- | ---- | --------- |
| 18 | Francia   | Spagna    | 40-45 | 47-50 | –    | 87-95     |

- 3º - 4º posto

| N. | Squadra 1 | Squadra 2        | 1°T.  | 2°T.  | T.S. | Risultato |
| -- | --------- | ---------------- | ----- | ----- | ---- | --------- |
| 19 | Italia    | Unione Sovietica | 31-47 | 45-57 | –    | 76-104    |

- 1º - 2º posto

| N. | Squadra 1  | Squadra 2 | 1°T.  | 2°T.  | T.S. | Risultato |
| -- | ---------- | --------- | ----- | ----- | ---- | --------- |
| 20 | Jugoslavia | Grecia    | 54-35 | 44-42 | –    | 98-77     |

## Classifica finale
| Campione d'Europa | Campione d'Europa | Campione d'Europa |
| --- | ----------------- | --- |
| Jugoslavia4 Petrović, 5 Radulović, 6 Čutura, 7 Kukoč, 8 Paspalj, 9 Zdovc, 10 Radović, 11 Vranković, 12 Divac, 13 Danilović, 14 Rađa, 15 Primorac, All. Dušan Ivković |                   | |
| Argento | Grecia            | Grecia4 Galīs, 5 Patavoukas, 6 Giannakīs, 7 Kampourīs, 8 Nelson, 9 Aggelidīs, 10 Korfas, 11 Filippou, 12 Andritsos, 13 Fasoulas, 14 Papadopoulos, 15 Christodoulou, All. Euthymīs Kioumourtzoglou |
| Argento | Unione Sovietica  | Unione Sovietica4 Vētra, 5 Sokk, 6 Berežnyj, 7 Marčiulionis, 8 Volkov, 9 Tichonenko, 10 Kurtinaitis, 11 Sabonis, 12 Qadaşev, 13 Chomičius, 14 Belostennyj, 15 Hoborov, All. Vladas Garastas       |
| 4. | Italia            | Italia4 Gracis, 5 D'Antoni, 6 Magnifico, 7 Dell'Agnello, 8 Bosa, 9 Brunamonti, 10 Iacopini, 11 Binelli, 12 Riva, 13 Morandotti, 14 Costa, 15 Carera, All. Sandro Gamba                            |
| 5. | Spagna            | Spagna4 Vecina, 5 Arcega, 6 Biriukov, 7 Laso, 8 Jiménez, 9 Andreu, 10 Montero, 11 Villalobos, 12 Morales, 13 Martínez, 14 Aller, 15 Epi, All. Antonio Díaz-Miguel                                 |
| 6. | Francia           | Francia4 Hufnagel, 5 Bilba, 6 Beugnot, 7 Dacoury, 8 Lauvergne, 9 Ostrowski, 10 Occansey, 11 Dubuisson, 12 Cham, 13 Jackson, 14 Butter, 15 Vestris, All. Francis Jordane                           |
| 7. | Bulgaria          | Bulgaria4 Koev, 5 Vălčev, 6 Kolev, 7 Gergov, 8 Gluškov, 9 Slavov, 10 Cenov, 11 Vezenkov, 12 Mladenov, 13 Jonov, 14 Antov, 15 Amiorkov, All. Kiril Semov                                           |
| 8. | Paesi Bassi       | Paesi Bassi4 Bottse, 5 Emanuels, 6 de Waard, 7 van Rootselaar, 8 Franke, 9 te Velde, 10 van Poelgeest, 11 Houben, 12 Lieverst, 13 Vrind, 14 Dam, 15 Kuipers, All. Ruud Harrewijn                  |

## Premi individuali

### MVP del torneo
- Dražen Petrović

### Miglior quintetto del torneo
- Playmaker:  Dražen Petrović
- Guardia tiratrice:  Nikos Galīs
- Ala piccola:  Žarko Paspalj
- Ala grande:  Stéphane Ostrowski
- Centro:  Dino Rađa